# Династія Нанда
Династія або імперія Нанда — давньоіндійська держава у басейні річки Ганг, що існувала на півночі півострова Індостан. Вважається першою імперією Індії.

## Заснування
Натепер є замало відомостей щодо обставин встановлення влади династії Нанда у гирлі річки Ганг. У V ст. тут правила династія Шішунга яка захопила владу у Маґадгі. Втім до 424 році країна занурилася в хаос внаслідок внутрішньої боротьби родів та поразок проти зовнішніх ворогів. Цим вирішив скористатися Магападма Нанда. Про нього мало відомостей. Найпевніше належав до касти шудр, проте очолював одну з армій Маґадгі. Скориставшись розгардіяшем у державі він захопив владу, після чого розпочав боротьбу проти кштаріїв, які до того обіймали провідні позиції у Маґадгі. 
Зміцнивши владу Магападма Нанда розпочав загарбницькі походи уздовж річки Ганг. Його справу продовжив молодший син Дхана Нанда. Водночас останній започаткував заходи із зміцнення адміністративної та фінансової системи держави. Була проведена податкова реформа. При цьому успішно продовжив завойовницькі походи. Саме за Дхами утворилася повноцінна імперія: вона тягнулася від Пенджабу до сучасного штату Орісса.
Втім конфлікт з брахманами, окрема Чанак'єю призвело до заворушень у 322 році до н.е., до яких приєдналися правителі Таксили й Падрави. Зрештою володаря Нанда було зраджено частиною військовиків, оточено у столиці Паталіпутра, яку захоплено у 320 році до н.е. Династія Нанда впала, поступившись династії Маур'я.